# Mimostrangalia dulcis
Mimostrangalia dulcis är en skalbaggsart som först beskrevs av Bates 1884.  Mimostrangalia dulcis ingår i släktet Mimostrangalia och familjen långhorningar. Inga underarter finns listade i Catalogue of Life.